# 吕远
吕远（1929年9月11日—），原名吕元凤，祖籍山东海阳，生于今辽宁丹东，中华人民共和国作曲家、作词家。

## 生平
吕远的童年是在故乡胶东度过，从小受到民歌和戏曲熏陶。在抗日救亡歌咏运动中，吕远在家乡听到了《义勇军进行曲》、《救亡进行曲》等歌曲。1937年抗日战争全面爆发后，他随父亲来到日本统治下的满洲国，在今吉林省临江市上学，他一边学写新诗，一边组织学生乐队，学习吉他、曼陀林、小提琴等乐器的演奏。1945年抗日战争胜利后，临江地区成为中国共产党南满解放区，吕远参加新文艺活动，参与演出了《兄妹开荒》等革命节目。
1951年，吕远进入东北师范大学音乐系，主修音乐，兼修文学。他学习了钢琴、黑管等乐器的演奏，以及作曲理论。东北师范大学音乐系专门请民间艺人来校授课，吕远从而接触到更为丰富的民间音乐形式。吕远自学生时代便开始音乐创作，但有影响的作品是在1950年代中期之后产生。1954年，他调到中国建筑文工团任专职创作员。他经常随建筑队伍到中国各地，和建筑工人们一起生活，并接触了中国各地的民间音乐。在十年中，他先后创作出《建筑工人之歌》、《哪儿来了个老货郎》、《唐队长理发》、《祁连山的回声》等作品。1958年，他到兰州石化倾听炼油者的心声，以及听有关的新闻、看有关的报纸和纪录片，创作出抒情歌曲《克拉玛依之歌》。1959年到内蒙古体验生活，创作出《走上这高高的兴安岭》。这两首歌曲标志着他的创作进入成熟期，并且传唱至今（后来它们曾获得中央人民广播电台建台40周年广播金曲奖）。此后他又创作了《九里里山疙瘩十里里沟》、《羊倌的歌》等有影响的歌曲，以及歌剧《大青山凯歌》、《古城春晓》，与唐诃合作了电影《锦上添花》的配乐插曲，以及其他很多作品。20世纪60年代初，吕远开始参与中国和日本之间的音乐交流活动，曾协助中国音协翻译日本的群众歌曲。
1964年8月，在周恩来倡议和领导下，首都文艺工作者组成音乐舞蹈史诗《东方红》创作集体。领导小组确定《东方红》第三场《万水千山》合唱的歌词用毛泽东的《七律·长征》。在30多份为该诗谱曲的创作稿中，经不署名编号印发由合唱队试唱、录音后讨论，作曲家彦克的创作稿中选，随后音乐组建议修改其中部分细节，建议“金沙水拍云崖暖，大渡桥横铁索寒”两句吸收吕远谱写的合唱，经时乐濛糅合，算作彦克和吕远合作的作品。
1965年，吕远调到海军政治部文工团，自此创作了许多和海军有关的歌曲，反映海军战士生活及军民关系，如《八月十五月儿明》（后获得文化部奖）、《水兵王铁柱》、《水兵最爱什么花》、《俺的海岛好》、《木棉花开火样红》等歌曲，以及故事片《南海风云》插曲《西沙，我可爱的家乡》。在数十年时间里，他先后学习过各地各民族音乐、各类说唱音乐，以及梆子、曲子、二夹弦、越调等戏曲音乐。
1976年粉碎“四人帮”后的五年间，吕远谱写出多种多样的作品。1979年，吕远受钟立民（即后来《鼓浪屿之波》的曲作者）之托译配日本歌曲《北国之春》。1980年，《泉水叮咚响》、《我们的生活充满阳光》、《我们的明天比蜜甜》（后两首是与唐诃合作）被评选为“群众喜爱的广播歌曲”。后来《我们的生活充满阳光》还获得政府奖，并被联合国教科文组织选为教材。大型歌剧《壮丽的婚礼》在中华人民共和国国庆三十周年献礼演出中获创作一等奖。他创作的《牡丹之歌》（电影《红牡丹》插曲，与唐诃合作）、《愿作蝴蝶比翼飞》（电影《玉色蝴蝶》插曲）、《渔家热爱解放军》、《再见！心中的海燕》也都传唱开来。当时他担任着海军政治部文工团艺术指导、艺术室主任，中国音乐家协会理事、中国音乐家协会创作委员会常务委员等职务。后来他又创作出不少有影响力的作品，如1985年电视剧《木鱼石的传说》主题曲《一个美丽的传说》（张名河作词，吕远、程恺作曲，柳石明演唱）等等。此后他曾任中国文联全国委员，中国音乐家协会创作委员会顾问，海政歌舞团艺术指导，中国对外文化交流协会理事等职，以及中国国内多所高等院校的兼职教授。

## 著作
- 《吕远歌曲集》